# Apoloniusz Tajner
Pour les articles homonymes, voir Tajner.

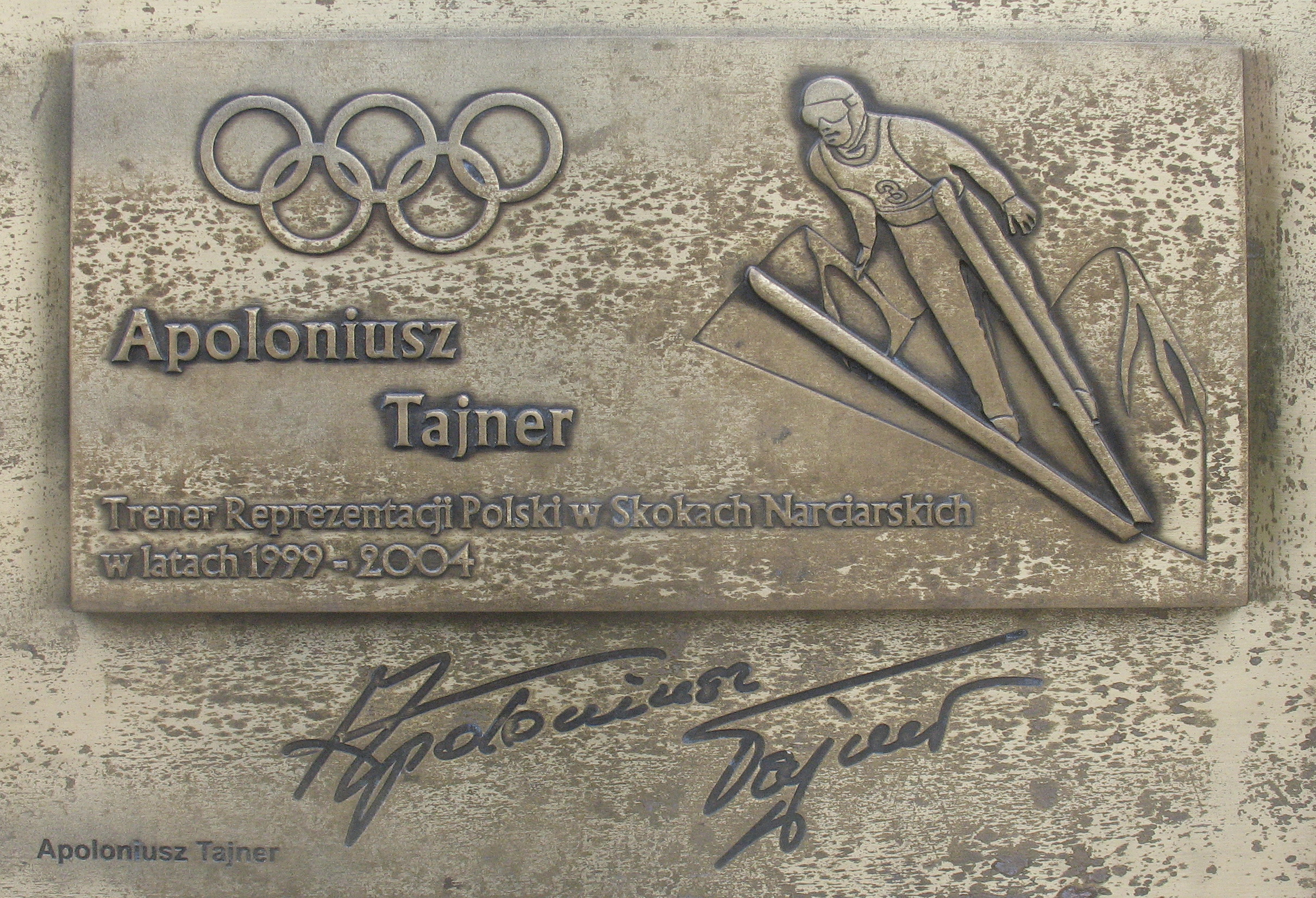
Apoloniusz Tajner copie de l'autographe et de la médaille dans lAvenue des sportifs célèbres de Dziwnów

Apoloniusz Leopold Tajner, né le 17 avril 1954 à Goleszów, Pologne, est un coureur du combiné nordique polonais, ancien entraîneur de l'équipe polonaise de saut à ski et actuel président de la Fédération polonaise de ski. Son fils, Tomisław Tajner, est sauteur à ski, et son père, Leopold Tajner, était un sportif célèbre en Pologne.

## Biographie
Le record personnel d'Apoloniusz Tajner en matière de saut à ski est de 109 mètres. En tant que combiné, il a remporté le Championnat de Pologne junior et a été classé cinquième au Championnat du monde junior. En 1980, il est diplômé de l'Akademia Wychowania Fizycznego à Cracovie, en Pologne. Tajner a été l'entraîneur de l'équipe de Pologne de combiné nordique de 1984 à 1990. De 1999 à 2004, il a été entraîneur de l'équipe nationale de saut à ski. Durant cette période, Adam Małysz a remporté la plupart de ses trophées, y compris trois Coupes du monde (2000/01, 2001/02 et 2002/03) et la tournée des Quatre tremplins en 2000/01, sans compter trois titres nationaux (2001 et 2003 sur tremplin normal ainsi que 2003 sur grand tremplin). Depuis 2006, Tajner est le président de la Fédération polonaise de ski.
Sa fille Dominika Tajner-Idzik a un fils, Maksymilian, et est mariée au chanteur polonais Michał Wiśniewski. 